# Stíny horkého léta
Pour plus de détails, voir Fiche technique et Distribution.
Stíny horkého léta est un film à suspense roumano-tchécoslovaque réalisé par František Vláčil et sorti en 1978.

## Synopsis
Le film se déroule dans les années 1940, après la fin de la Seconde Guerre mondiale. Ondřej Baran vit avec sa famille dans une ferme du massif des Beskides. Un jour, cinq membres de l'Armée insurrectionnelle ukrainienne se présentent chez eux. L'un d'entre eux est blessé et les Ukrainiens veulent se cacher dans la maison jusqu'à ce qu'il se rétablisse. Ils prennent la famille en otage et obligent Ondřej à faire venir un médecin. Ils menacent Ondřej de tuer sa famille s'il appelle à l'aide. Ondřej finit par comprendre qu'il doit s'occuper d'eux tout seul. Il tue tous les Ukrainiens, mais l'un d'eux lui tire dessus et il meurt. Le film se termine par les funérailles d'Ondřej.

## Fiche technique
- Titre original tchèque : Stíny horkého léta[1] (litt. « Ombres d'un été torride »)
- Titre roumain : Umbrele verii fierbinți
- Réalisateur : František Vláčil
- Scénario : Jiří Křižan (cs)
- Photographie : Ivan Šlapeta
- Montage : Miroslav Hájek
- Musique : Zdeněk Liška
- Société de production : Studios Barrandov
- Pays de production :  Tchécoslovaquie -  Roumanie
- Langue originale : tchèque
- Format : couleurs - Son mono - 35 mm
- Durée : 99 minutes
- Genre : film à suspense
- Dates de sortie :
  - Tchécoslovaquie : 15 septembre 1978
  - Roumanie : 15 mai 1979

## Distribution
- Juraj Kukura (cs) : Ondřej Baran
- Marta Vančurová : Tereza Baranová
- Gustáv Valach : Docteur
- Robert Lischke : Lukáš
- Karel Chromík : Lieutenant
- Zdeněk Kutil : la vieille
- Jiří Bartoška (cs) : Cheveux blancs
- Augustín Kubán : Lysý
- Gustav Opočenský (de) : Blessé
- Ilja Prachař : Chef de la Sûreté
- Michal Ladižinský : Ivrogne
- Ľudovít Kroner : Aubergiste
- Milan Šulc : Marchand
- Václav Babka
- Andrea Kratochvílová
- Jana Hliňáková
- Marie Logojdová
- Stevo Maršálek
- Václav Kovařík
- Jana Dočkalová